# ویلیام نورث
ویلیام نورث (به انگلیسی: William North) سناتور سابق عضو حزب فدرالیست (آمریکا) بود. وی در سال ۱۷۹۸ میلادی سناتور ایالت نیویورک در سنای ایالات متحده آمریکا بود.